# Crostata

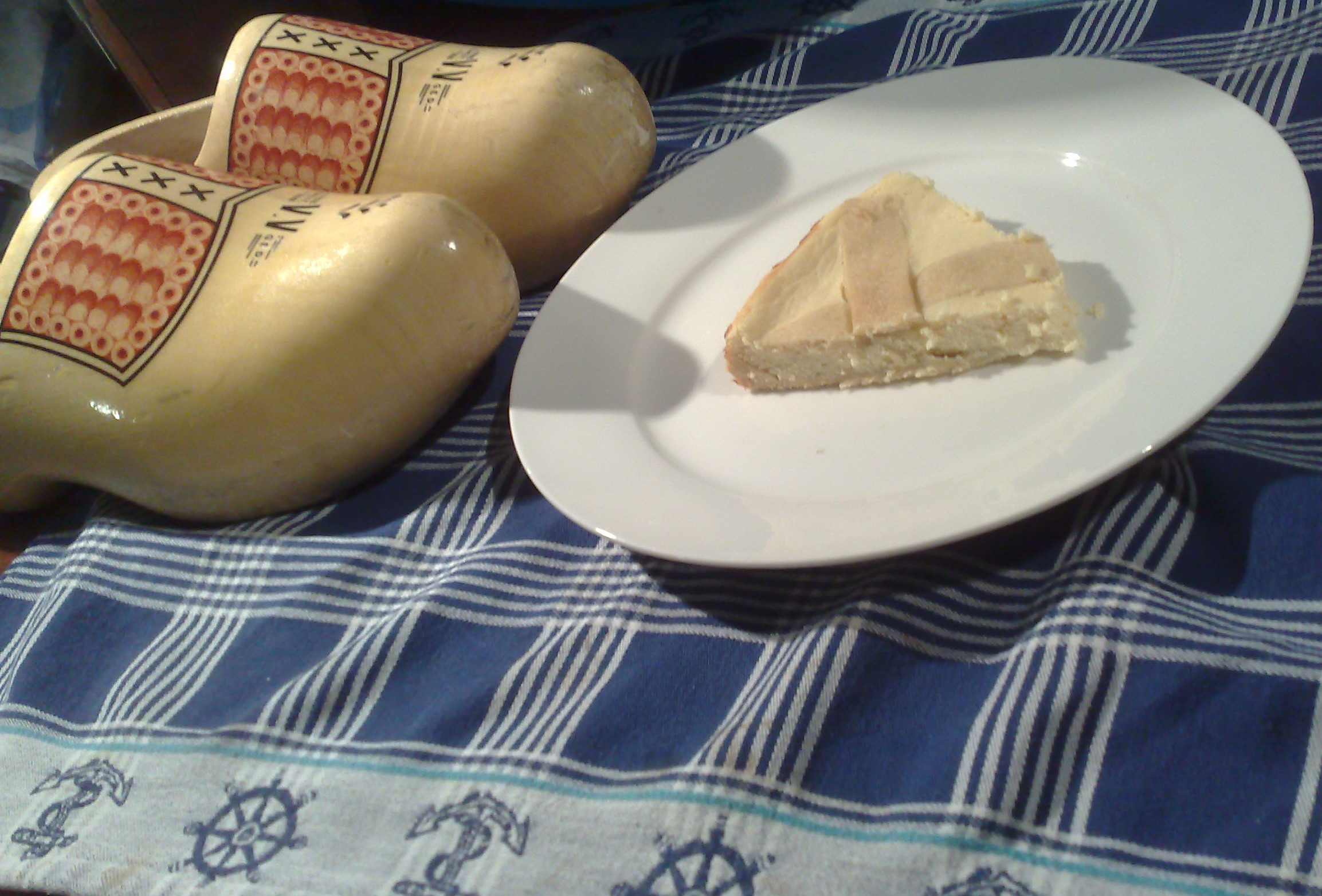
Crostata, Nederlandse versie

Een crostata is een Italiaanse soort taart of pastei. In Italië bestaat deze taartvorm onder verschillende namen zoals coppi. Recepten van de crostata zijn al sinds 1465 bekend en in de loop van de tijd zijn er allerlei varianten ontwikkeld, van vleespastei tot zoete taart.
De basis is tegenwoordig meestal zanddeeg. De vulling bestaat bij zoete varianten uit bijvoorbeeld abrikoos, kers, perzik of nectarine, al dan niet vers, en soms met banketbakkersroom. Hartige varianten kunnen vlees, vis of ander zeebanket bevatten en groenten, zoals champignons en artisjok.